# نیکولسکویه (شهرستان آئورگازینسکی، باشقیرستان)
نیکولسکویه (به لاتین: Nikolskoye) یک منطقهٔ مسکونی در روسیه است که در باشقیرستان واقع شده‌است.